# Kwiggle

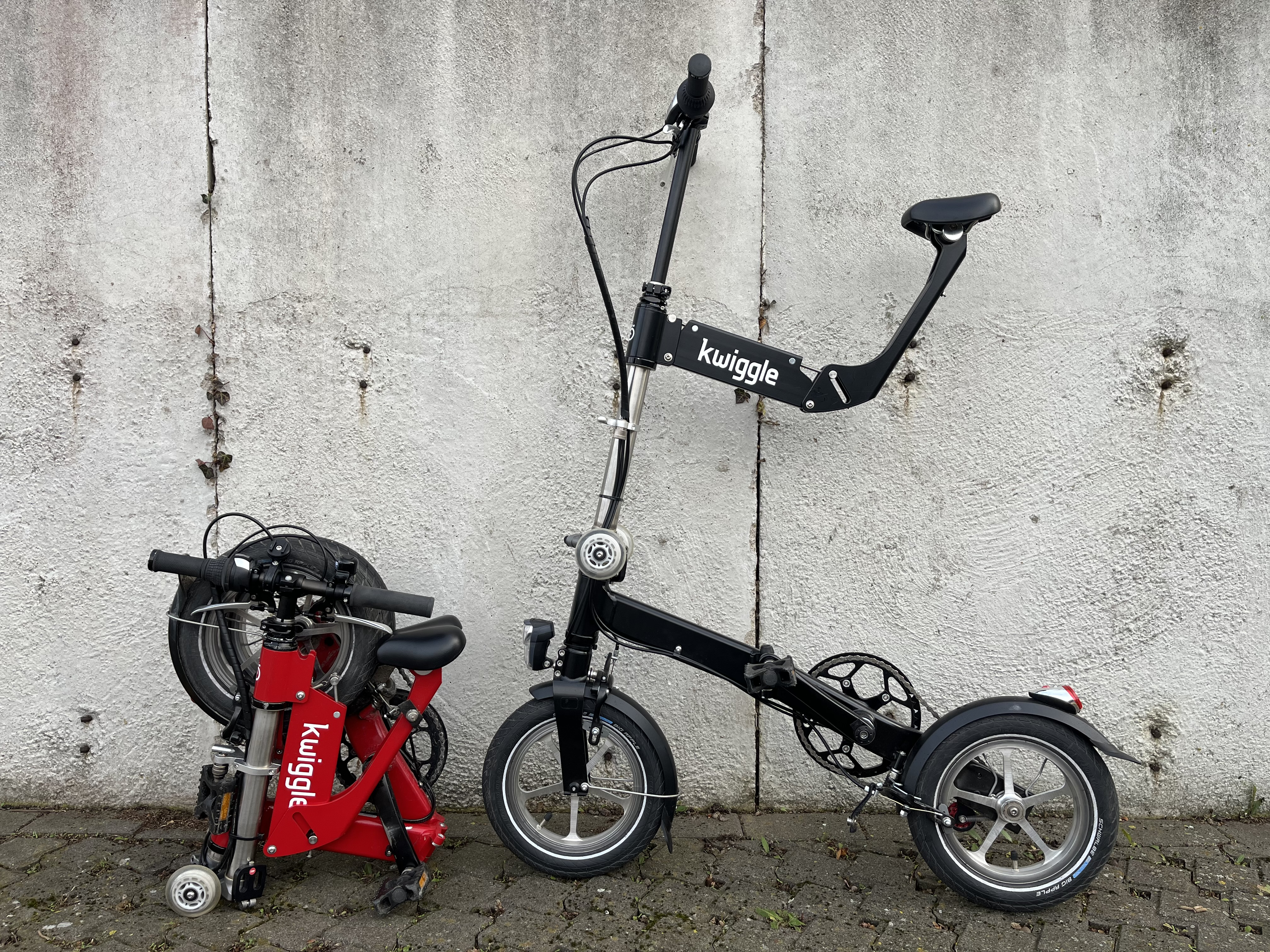
Kwiggle-Faltrad (gefaltet / fahrbereit)

Das Kwiggle ist ein leichtes Faltrad, das sich besonders kompakt zusammenfalten lässt. Eine Besonderheit ist der seitlich schwingende Sattel. Das Fahrrad wurde vom Maschinenbau-Ingenieur Karsten Bettin in den 2010er Jahren entwickelt und patentiert. Ursprünglich war das Kwiggle ohne Sattel als reines Stehrad konzipiert. Laut Karsten Bettin wurde das Kwiggle auf ein Airline-Handgepäckmaß hin entwickelt, das, da nicht standardisiert, auf 55 × 40 × 25 cm festgelegt wurde. Damit ist das Kwiggle das weltweit kleinste Faltrad, das in Serie produziert wird. Das Kwiggle wird in Hannover gefertigt.

## Technische Daten
- Gefaltet: 55 × 40 × 25 cm
- Gewicht: 9,5–10,5 kg
- Laufräder: 12 Zoll
- Zulässiges Gesamtgewicht: 100 kg
- Gänge: 1, 3 oder 6 Gänge